# 鍾雲龍
鍾雲龍（1964年—），武當派中三豐派現任掌門，道號清微，武當三豐派14代正宗傳人，現居武當山紫霄宮，師承朱誠德、郭高一、王光德（13代掌門）、匡常修等人，擅長「武當太乙五行拳」，較多接受媒體採訪而有一定知名度。

## 概述
出生湖北，受先辈影响自幼爱武术，13岁前往江西瑞昌拜在谈运叶师父门下开始习练岳家拳、杨家拳，18歲時前往少林寺拜師不得其門後經人指點不妨回到湖北武當山拜師，且少林是外家拳武當是內家拳，內家拳正剋外家，並不弱於少林。前往武當山後發現山門前跪者眾多都是想習武者，拜師極難，四處問人得一指點說要自稱修道而不能說習武才會被收下，於是再次拜訪山門老道長時說是修道但轉念一想要是騙人被發現可能後果嚴重，馬上改口習武，也許是誠實引起了注意最終獲得展示身手機會，憑藉武功底子而被收徒。
入門後其勤勉程度是師兄弟的兩倍，且常半夜練功，進展神速引起了武當山總教頭郭高一老道長的注意，逐漸傳授他武當秘門的心法和武學，並介紹諸多武當高人嫡傳其武功，包含108式金絲纏腕也就是擒拿與反擒拿術，通常不隨意傳人只教授特定的高徒，郭高一老道長常在閒聊或夜間談話時教他一式並觀察一段時間是否勤學，之後再突然傳授下一式逐漸學成。擔任山門守門人多次擊退前來踢館的各路武人，三年後鍾雲龍和兩個師兄弟接到一個外出雲遊的任務，探訪散佈全國各地道觀的武當各派大師，蒐集失落已久和在外獨創的武功招式，甚至在湖南南岳遇到甘肅的老道長，逐漸發現他是武當八仙門的傳人之一會失傳已久的八仙拳（醉拳的原型），並將之紀載收錄。之後又輾轉前往山東道教名山嶗山拜訪80多歲的匡常修道長，習得了武當北派的全部武學，這一趟雲遊收穫頗多將一批失傳的武當資料和招式帶回武當山，促進了武當的完整與發展。
1988年，年事已高的郭高一將武當道教協會與總教頭的位置傳給鍾雲龍，之後他決定革新武當山發揚方式，使功夫走出山門，成立了武當武術表演團多次前往各省各國表演。武當功夫發揚知名時鍾雲龍覺得自己忙於俗務，疏於道家心法和武學的精進，遂前往武當後山開鑿了修行山洞與兩位弟子開始了閉關修練，每日以野菜和泉水為食，日出而打坐練功日落而息長達六年才出關。當時2009年後當地十堰市政府決定成立武術培訓中心發展內家拳於各武術學校的教練培訓，改善武術學校的正規化，之後於市區開設三豐會館致力培訓專職武學人才，終身奉獻於推廣傳統武學。

## 成就
- 1994年，国家武术院张耀庭院长视察武当山，鍾雲龍率領武術展演，獲张題字“授人以艺，予人以道”八个大字。
- 1999年，中共中央总书记、国家主席江泽民视察武当山，鍾雲龍於前單人示範武當太極拳，受到江主席嘉獎。[5]
- 2010年，获選為湖北省非物质文化遗产传承人。
- 2011年，获澳门行政区中华武术世界联盟，颁赠二十一世纪全球最具影响力太极宗师之荣誉证书。

## 武學觀點
鍾雲龍認為傳統武術並非不能與現代一些拳擊、格鬥術對抗實戰，而是現在太多武館著重於套路招式的展演，之後前往展演比賽獲獎，逐漸偏離武學正宗古老訓練法。而武當太極拳練招時動作緩慢看似無殺傷力那只是練招，一般人不理解的是太極中依然有「擊技」一門，實戰上講求殺傷力和速度完全不亞於現代格鬥術，他年輕時多次擊退上山踢館的各種人往往半分鐘內制敵，就是依靠擊技。只是道家講求與世無爭和張三豐倡導的一念止殺，透過教化講道化解對方的殺意，所以擊技列為末道，只在不得已時施展。
鍾雲龍表示武學正宗古老訓練法極度刻苦，肌肉鍛鍊和體力培養完全不亞於現在格鬥拳擊手，且自製眾多鍛鍊器材也講究器材鍛鍊，還要出去跑江湖好幾年找人過招，這就是實戰鍛鍊。只是眾多現在武館流於花拳繡腿的招式套路展演，忽略刻苦的體能部分，這種訓練方式當然無法和散打搏擊手對抗，如果能走正統古老的多年鍛鍊傳統武學絕對能打。而太極其實更多是一套人生觀和生活哲學能貫穿適用於整個人生歷程，專注於武功的與人打鬥只是流於浮面且只占整個學問體系很小一部份。人心平氣和每日注重養生，方能獲得完美人生才是太極最高追求，最擅長格鬥的人每日殺伐遲早烙下身體隱患，五六十歲後體力下降是必然無法再打鬥，又百病叢生，而此時練太極人生觀者活得長壽健康與身邊人相處和睦，要論「勝敗」誰才是整個人生的勝利者，可以反思。
目前許多人對傳統武術受武俠小說影響甚大，許多名詞和畫面想像其實都是誇張過度的，鍾雲龍舉例如輕功，其實本質就現在的跑酷沒太多差異，就是練一種人的彈跳攀爬，古代沒有太多治安機構人行走江湖都靠自身本領，輕功發源直白說就是用於逃跑逃脫翻越各種障礙和牆壁，被多人圍攻時有逃脫的本領才敢行俠仗義、敢管事，至於所謂推手能把人推幾米遠，氣功不碰到人都能打人，這些純屬虛構或表演。